# Горы

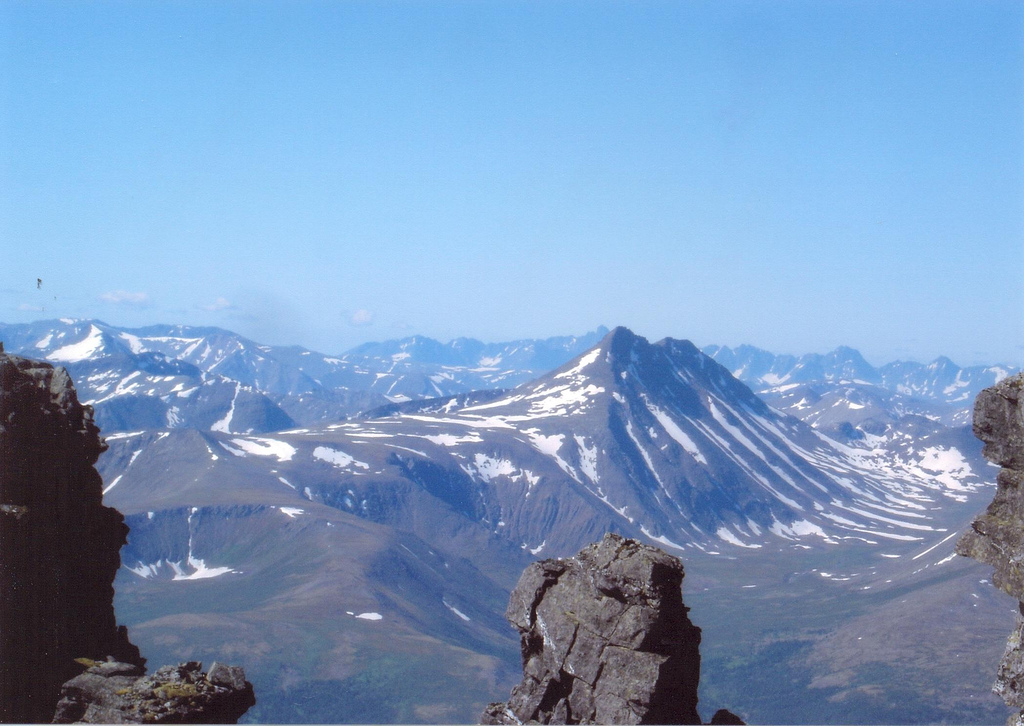
Приполярный Урал — район с самыми высокими горами Урала

Го́ры (горные системы) — сильно расчленённые части суши, значительно, на 500 метров и более, приподнятые над прилегающими равнинами. От равнин горы отделены либо напрямую подножием склона, либо предгорьями. Горы могут быть линейно вытянутыми или дугообразными с параллельным, решётчатым, радиальным, перистым, кулисным или ветвистым рисунком расчленения. Различают высокогорья (более 2500 метров над уровнем моря), среднегорья (800—2500) и низкогорья (до 800).

## Общая характеристика

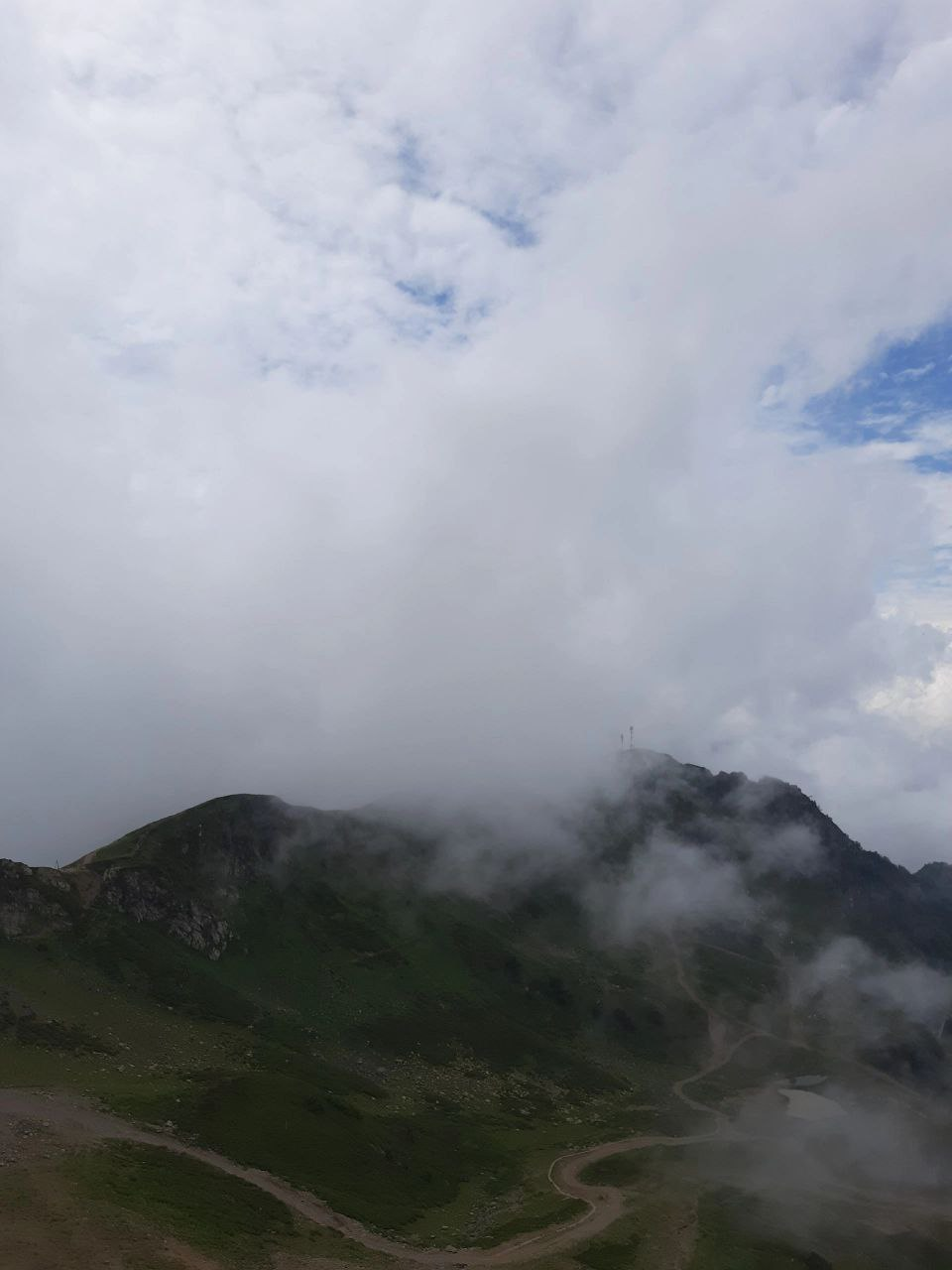
Горы Кавказа Красная Поляна (Сочи)

Горы формируются в тектонически активных областях; по происхождению горы делятся на тектонические, эрозионные, вулканические. В зависимости от характера деформаций земной коры среди тектонических гор выделяются складчатые, глыбовые и складчато-глыбовые.
Горные системы занимают 64 % поверхности Азии, 36 % — Северной Америки, 25 % — Европы, 22 % — Южной Америки, 17 % — Австралии и 3 % — Африки. В целом 24 % земной поверхности приходится на горы. 10 % всех людей живёт на территории гор. В горах берёт своё начало большинство рек Земли.
Горы обычно ограничены предгорьями, образующими их подножие. Они обладают разными типами водоразделов (гребни, вершины, поверхности выравнивания). В межгорных впадинах и долинах встречаются горные озёра.

## Формы горного рельефа

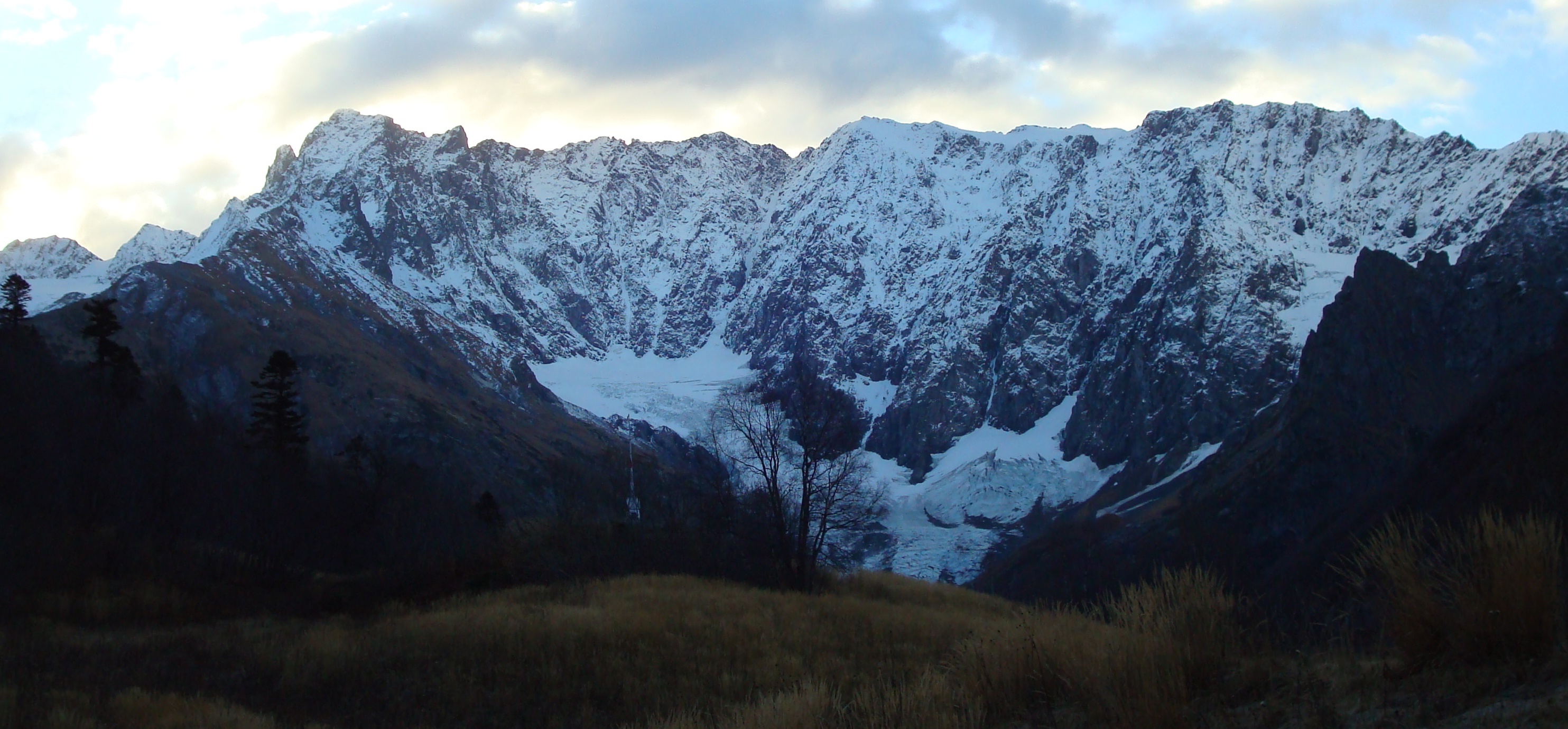
Горный массив Псеашхо, Кавказ

В зависимости от площади, занимаемой горами, их строения и возраста, выделяют:
- изолированные поднятия небольшой протяжённости, так называемые островные горы (например, Хибины);
- горные группы;
- горные массивы — участки горных стран, расположенные более или менее изолированно и имеющие примерно одинаковую протяжённость в длину и ширину (например, Монблан в Альпах); отличаются сравнительно слабым расчленением, от соседних хребтов горной страны отделены широкими и глубокими долинами;
- горные хребты — крупные линейно вытянутые поднятия рельефа с чётко выраженными склонами, пересекающимися в верхней части. Точки наибольших высот образуют гребень хребта — линию, вытянутую в продольном направлении, разделяющую хребет на два склона и служащую водоразделом (линией, разделяющей смежные речные бассейны);
- горные системы — горы, объединённые территориально, имеющие общую причину происхождения и обладающие морфологическим единством;
- горные страны;
- горные пояса — самая крупная единица в классификации горного рельефа, представляет собой несколько горных систем, вытянутых в единую (сплошную или прерывистую) полосу; сюда относятся, например, Альпийско-Гималайский горный пояс (простирается от Западной Европы до юго-восточной оконечности Азии) и горный пояс Анды — Кордильеры, вытянутый вдоль западных окраин Северной и Южной Америки.